# 후쿠다 유야 (축구 선수)
후쿠다 유야(일본어: 福田 湧矢, 1999년 4월 4일~)는 일본의 축구 선수이다.

## 구단 경력
그는 2018년 J1리그의 감바 오사카에 입단했다. 2020년에 J1리그 준우승. 2024년까지 100경기에 출전하여, 6득점을 넣었다. 2025년 도쿄 베르디로 이적했다.